# Список втрат медичної та рятувальної авіації Росії
Список включає лише ті випадки про які повідомляли у відкритих джерелах.

## Перелік
| # | дата       | тип        | місце                   | на борту | загиблі | подробиці | причина               |
| - | ---------- | ---------- | ----------------------- | -------- | ------- | --- | --------------------- |
| 1 | 30.07.1996 | MBB Bo 105 | Краснодарський край     | 5        | 1       | розбився під час випробувального польоту в умовах гір                                                            | помилка екіпажу       |
| 2 | 03.05.2003 | Мі-26      | Читинська область       | 11       | 11      | розбився під час гасіння лісової пожежі                                                                          | технічна несправність |
| 3 | 11.11.2014 | Ка-32А     | Ставропольський край    | 5        | 3       | розбився під час заходу на посадку                                                                               | технічна несправність |
| 4 | 01.07.2016 | Іл-76      | Іркутська область       | 10       | 10      | розбився під час гасіння лісової пожежі                                                                          | технічна несправність |
| 5 | 21.09.2016 | Мі-8       | Московська область      | 3        | 3       | не встановлено                                                                                                   | технічна несправність |
| 6 | 25.03.2021 | Ка-32      | Калінінградська область | 3        | 1       | гелікоптер розбився під час навчального польоту                                                                  | не встановлено        |
| 7 | 14.08.2021 | Бе-200     | Кахраманмараш           | 8        | 8       | помилка екіпажу, розбився під час гасіння лісової пожежі                                                         | помилка екіпажу       |
| 8 | 24.04.2023 | Ансат-У    | Волгоградська область   | 1        | 1       | розбився один із гелікоптерів, які обслуговують службу санітарної авіації, загинув пілот, причину не встановлено | не встановлено        |
| 9 | 04.02.2024 | Мі-8       | Республіка Карелія      | 3        | 3       | вертоліт RF-32755 МНС Росії втратив звʼязок і впав в Онезьке озеро за незʼяслованих обставин                     | не встановлено        |